# متلألئة رفيعة الأوراق
متلألئة رفيعة الأوراق (الاسم العلمي:Luzula stenophylla) هي نوع من النباتات تتبع جنس المتلألئة من الفصيلة الأسلية.